# Альбер Парсі
Альбер Парсі (фр. Albert Parsys, 2 червня 1890, Туркуен — 24 лютого 1980, там само) — французький футболіст, воротар. Відомий виступами в складі клубу «Туркуен» і національної збірної Франції. Чемпіон Франції. Учасник Олімпійських ігор 1920.

## Досягнення
- Чемпіон Франції: (1)

«Туркуен»: 1910
- Переможець ліги Північ: (1)

«Туркуен»: 1920

### Статистика виступів за збірну

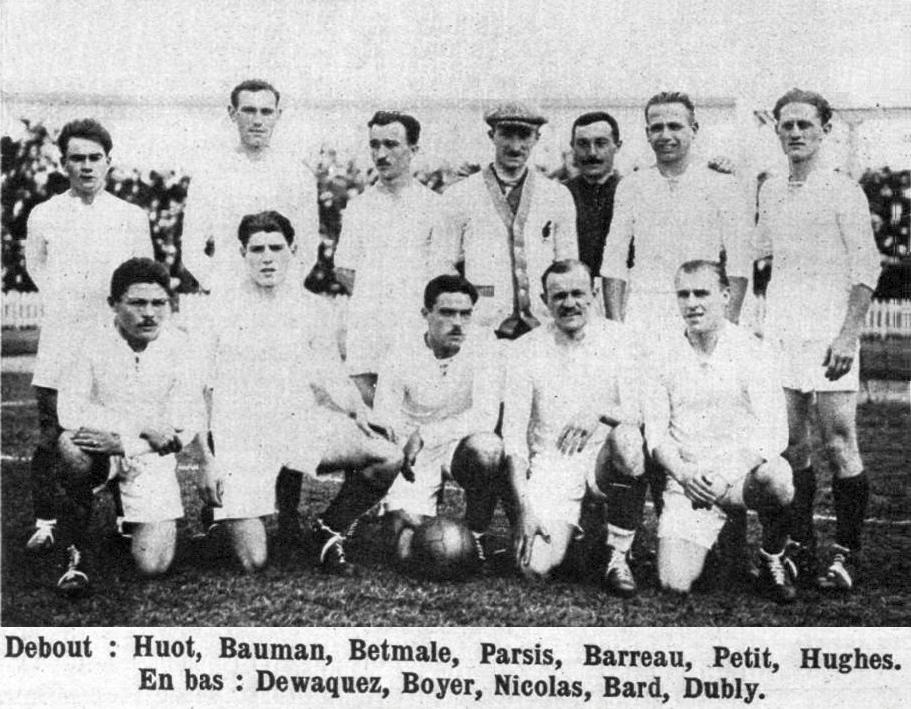
Франція на олімпійських іграх 1920. Парсі четвертий у верхньому ряду

| Дата       | Місто     | Господарі | Результат | Гості          | Турнір           | Голи | Примітки |
| ---------- | --------- | --------- | --------- | -------------- | ---------------- | ---- | -------- |
| 29/03/1914 | Турин     | Італія    | 2 – 0     | Франція        | товариський матч | -2   |          |
| 29/02/1920 | Женева    | Швейцарія | 0 – 2     | Франція        | товариський матч | -    |          |
| 28/03/1920 | Париж     | Франція   | 2 – 1     | Бельгія        | товариський матч | -1   |          |
| 29/08/1920 | Антверпен | Франція   | 3 – 1     | Італія         | ОІ 1920 - 1/4    | -1   |          |
| 31/08/1920 | Антверпен | Франція   | 1 – 4     | Чехословаччина | ОІ 1920 - 1/2    | -4   |          |
| Усього     |           | Матчів    | 5         |                | Голів            | -8   |          |